# Цесна 402
Цесна 402 је амерички двомоторни нискокрилац са шест до десет седишта. Производила га је фирма Цесна од 1966. до 1985. године. Користи се као путнички авион, за авиотакси и обуку и тренажу пилота.

## Пројектовање и развој
Цесна 402 је развiјена на основу једномоторне Цесне 411. Један циљ је био направити бољи авион.
Цесну 402 покрећу мотори Континентал са турбопуњечем од 224 kW са трокраком елисом константне брзине. На каснијим моделима снага крстарења била је ограничена на 75% максималне брзине да би се смањила бука у кабини. Неке летелице имају пропелерски синкрофазер за смањење буке и вибрација у кабини.

### Технички опис
Цесна 402 је двомоторни нискокрилни путнички авион са 6 до 10 седишта.
Труп авиона је металне конструкције монокок, округлаог попречног пресека. Кабина пилота и путника чине једну целину. Кабине су опремљене великим прзорима што омогућава изванредну прегледност из авиона. Авион је опремљен уређајима који у кабини одржавају константни притисак и температуру. При репу са десне стране трупа налазе се врата за улаз у авион. Поред ових врата постоје још и врата за улазак пилота преко крила. У кљуну авиона је простор за смештај пртљага. Демонтажом седишта авион се веома лако може претворити у карго верзију. На многим авионима су зато предвиђена двокрилна врата.
Крила су металне конструкције трапезастог облика на чијим се крајевима налазе допунски резервоари за гориво. На крилима се налазе мотори, у крилаима су смештени унутрашњи резервоари за гориво а такође и простор у који се увлаче точкови за време лета. Крила имају управан положај на руп авиона.
Погонска група се састоји од два клипна боксер мотора са ваздушним хлађењем, Continental O-520-VВ са трокраком металном елисом константне брзине. У зависности од типа и наручиоца могу бити уграђени и други мотори.
Стајни трап је увлачећи типа трицикл (један точак напред и два испод крила. Први точак се у току лета увлачи у кљун авиона а крилни точкови се увлаче у крила. Погон за увлачење и извлачење ногу стајног трапа је хидраулични.

### Варијанте
Ова летилица се производила у 4 варијанте: 
- 402 - Варијанта са девет седишта или карго. Сертификован 20. септембра 1966.
- 402A - 402 са пртљажником продуженим носом и улазним вратима за посаду. Сертификован 3. јануара 1969.
- 402B Utiliner/Businessliner - 402А са мањим изменама из 1972. године, имао је повећану запремину кабине и пет прозора са сваке стране. Сертификован 12. новембра 1969.
- 402C Utiliner/Businessliner - 402Б са моторима од 325 КС, повећаном тежином при полетању, дужим распоном крила. Сертификован 25. септембра 1978.

## Оперативно коришћење
Укупно је произведено преко 1.000 примерака авиона Цесна 401 и 402 у пњриоду од 1966. до 1985. године.

### Авион Цесна 402 у Југославији
У Југославији је према ЈРЦВ у периоду од 1966 до 1991 било укупно 9 авиона Цесна 402. Tри авиона Цесна 402Б купио је ЈАТ 1973. (YU-BII, YU-BIJ, YU-BIK), РСУП Босне и Херцеговине два авиона 1975. (YU-BIX, YU-BIY). 1981. грађевинска компанија Монтмонтажа набавила је један примерак YU-BNF. Два авиона Цесна 402Ц купила је Croatia Airlines (YU-BPV 1990. и YU-BPX 1991.). Jeдан примерак регистрован као YU-BDN..